# Античная историография
Античная историография — совокупность исторических сочинений древних греков и римлян.

## Дихотомия античной историографии
Античная историография состоит из древнегреческой историографии и древнеримской (латинской) историографии, определяемых, главным образом, по языкам исторических памятников.

### Древнегреческая историография
Европейская историография обязана своим происхождением грекам. Зачатки эллинской историографии представляют, помимо записей легендарных поэтических преданий, списки олимпиоников с 776 года до н. э., летописи жрецов Симона и Аргоса, спартанских царей и коринфских пританов, записи важных местных событий, договоров, союзов и т. п.
На высшую ступень стала греческая историография у так называемых логографов, большинство которых были ионяне. Логографы первоначально излагали в поэтической прозе теогонию и космогонию, генеалогию героев и выдающихся лиц, но потом стали рассказывать также эллинские и иностранные события. Кадма Милетского считают первым из логографов. Много путешествовавший, прекрасно знавший современность, немного скептик и евгемерист в отношении к мифам Гекатей Милетский — самый значительный из них, а Гелланик представляет уже переход к чистой истории.
Блестящую эпоху эллинской историографии начинает Геродот, «отец истории», стремящийся к правдивости, но во многом ещё детски наивный историк Эллады и варваров. Он родоначальник и один из наиболее ярких представителей античной, писанной для народа, а не для немногих избранников художественной истории, с ей прекрасным изложением, живописными картинами, драматическими эпизодами и вставленными в рассказ разговорами. Наивное мировоззрение Геродота у позднейших греческих историков осложнилось и сменилось политическою тенденциозностью, но способ изложения остался тот же даже у Фукидида, глубокомысленного политика и одного из правдивейших историков. Его «Пелопонесская война», по добросовестности в собирании материалов, верности суждений, высоте мысли и отчётливости характеристик до сих пор остаётся образцовым произведением. Это первая прагматическая история, в которой психологический анализ является на смену рока (Немезиды) Геродота. Разносторонний Ксенофонт продолжал труд Фукидида, излагая свой материал легко и ясно, но не без пристрастия. Он скорее спартанец, чем афинянин, более дидактик, чем историк, менее политик, чем стратег.
Из последующих историков к школе Геродота принадлежали Ктесий, Эфор и отчасти Феопомп, к школе Фукидида — сиракузянин Филист. У этих историков сказывается уже влияние риторической школы, главным образом Исократа. Они стараются произвести впечатление искусной группировкой событий и риторическим блеском вместе с тем ими покидалась национальная почва и заменялась общеисторической.
Оживление внесла в историографию эпоха Александра Македонского и великих завоеваний на Востоке — с одной стороны, расширением круга знаний, главным образом географических, с другой — возбуждением интереса к местным древностям. Масса писателей стали разрабатывать предания отдельных народов и стран, другие принялись за историческую обработку переживаемых ими, в тесных пределах их родины, событий, третьи взялись за рассказ о подвигах эллинов на далёком Востоке. Наконец, были сделаны попытки обработать весь успевший нагромоздиться исторический материал. Влияние риторики и декламации портит большинство этих трудов, особенно подвиги Александра, представлялись в слишком романических чертах: в истории современников передавались прямые несообразности и вымыслы, наряду с анекдотами и сплетнями.
Из исследователей местной старины выдаются так называемые атфидографы, занимавшиеся хронологическими изысканиями (главные из них — Клидем, Димон, Филохор и Истр). По истории Александра и эллинистических государств — Анаксимен, Каллисфен и Клитарх, равно как и писатели-полководцы Птолемей Лаг и Неарх. Из общих историков замечательны: Тимей, субъективный, иногда тенденциозный и мало критический, но весьма учёный автор истории греков, главным образом западных, доведённой до 264 года до н. э., и Филарх, с массою отступлений изложивший историю событий до смерти Клеомена в 220 году до н. э. В первый раз в эту пору выступили на поприще более научной истории и «варвары» — Берос и Манефон. Оба они по храмовым записям изложили на греческом языке историю своих отечеств.
Ко времени падения греческой самостоятельности относится Полибий, может быть, величайший греческий историк, пишущий неизящным языком, лишённый художественного таланта, но правдивый, добросовестный, точный и определённый, прагматик, всегда имеющий в виду причины и следствия, с большим критическим талантом и совершенно свободный от пустой риторики. Он хорошо знаком с литературой предмета, где возможно — черпает свои сведения из документальных источников и в обсуждении фактов применяет накопившиеся у него за много лет наблюдения политического деятеля. Полибий — первый из греческих историков, главным интересом для которых являются судьбы Рима.
После некоторого застоя в греческой историографии, во время которого выдаётся лишь продолжатель Полибия — разносторонний Посидоний, историография опять оживляется в первый век империи. Появляются учёный географ-историк Страбон, Диодор Сицилийский, в своей компиляции желавший ознакомить римлян с историей подвластного им мира, Николай Дамасский и тенденциозный восхвалитель древнего Рима — Дионисий Галикарнасский. Лучшие времена эллинской историографии напомнил Плутарх, воскресивший в своих биографиях поэтический дух древней Эллады. Около того же времени учёный еврей Иосиф Флавий оставил на греческом языке сочинения о древностях и о падении своего народа. Немного позже писал разносторонний и тщательный Арриан, добросовестный подражатель Ксенофонта, Аппиан, изложивший этнографическую историю Римской империи, Дион Кассий, в громадной общей истории Рима желавший подражать Фукидиду и Полибию, подавший, особенно для близкого ему времени, почти одну историю войн и придворных скандалов, наконец, Павсаний, составивший антикварное описание современной ему Эллады. Геродиан является последним достойным представителем дохристианской греческой историографии со времён Марка Аврелия до Гордиана III.

### Древнеримская историография
У римлян зачатками историографии были анналы понтифексов, городские и фамильные хроники, магистратские списки и другие первоначальные записи исторических фактов. Все эти памятники давали лишь сухие перечни замечательных событий и явлений, без внутренней связи и литературной обработки. Лишь со времён Пунических войн стали появляться попытки самостоятельной обработки исторического материала, прежде всего в виде летописей (анналов) и записок. Первые из анналистов знали греческих историков. Фабий Пиктор и другие авторы даже писали по-гречески, но способ изложения у них ещё весьма несовершенный, критики известий они не знают, единственная связь фактов — хронологическая. Выше всех их стоит Марк Порций Катон Старший. В его труде, излагавшем историю города от его основания до времён автора, уже сказывался метод в исследовании, и изложение было связное. Литература исторических записок развивалась одновременно с летописями. И здесь первоначально многие, ввиду невыработанности латинского языка, писали по-гречески. Эти автобиографии большей частью написаны нескладно, сухо, без литературного таланта. Заслуживают внимания лишь мемуары Луция Корнелия Суллы, оконченные учёным вольноотпущенником диктатора Эпикадом.
VII век от основания Рима был веком расцвета римской историографии. Усвоенным у греков методом и искусством изложения воспользовались Тит Помпоний Аттик и Корнелий Непот. Высшей ступени совершенства достиг Гай Юлий Цезарь в своих «Комментариях», в который безыскусственная простота изложения соединяется с пластическою ясностью. Рисуя вполне беспристрастную (за очень немногими исключениями) картину событий, в которых он участвовал сам, Цезарь сумел, благодаря тонкому психологическому анализу, придать своим запискам логическую законченность. Психологический прагматизм Гая Саллюстия Криспа напоминает изложение Фукидида. Своим немного архаистическим языком Саллюстий, с необыкновенной сжатостью, передаёт внутренний смысл событий, даёт блестящие характеристики, отчётливо и ярко рисует культурные картины. Некоторое сходство с ним представляет Гай Азиний Поллион, историк римских гражданских войн.
С появлением монархии свобода выражения в римской историографии была сильно стеснена, но зато стали появляться громадные общие труды, вроде римской истории Тита Ливия — произведения кабинетного учёного, в котором нет общей связующей мысли, нет равномерности и самостоятельности в предварительной обработке материала, но зато изложение плавно, гармонично, красноречиво и проникнуто большой гуманностью. Рядом с этим блестящим произведением римского Геродота стоит громадная история Помпея Трога, внёсшего в свой труд все что ему было известно о прежней судьбе народов, подвластных Риму.
Увеличивавшийся деспотизм императоров мало-помалу уничтожал возможность серьёзной обработки истории, особенно современной. Историография этого времени начинает представлять лишь безделушки, собрания анекдотов, биографии, рассказы о войнах, большие и малые руководства для школ и т. п. Наиболее известные из её представителей — Веллей Патеркул, Валерий Максим, Квинт Курций Руф и др. В более свободное от внешних стеснений время писал Публий Корнелий Тацит, один из величайших историков древности, который, по своему необыкновенному уменью постигать внутреннюю связь изображаемых событий, по глубокому знанию людей и редкому дару тонкой и меткой характеристики, по горячей любви к истине и мастерству изложения, сжатого и напористого, не уступает Фукидиду, отличаясь от него лишь большей субъективностью.
Суровый, обличительный, пессимистический тон его представляет полный контраст с спокойным и ясным миросозерцанием другого бытописателя той же эпохи, Гая Светония Транквилла, написавшего при Адриане, кроме прочих трудов, биографии нескольких императоров. После Светония римская историография опять находится в состоянии упадка: общие труды, вроде истории Флора, представляют по большей части безвкусную декламацию, биографии же императоров вырождаются или в собрания скандальных анекдотов, или в панегирики. Компилятивные биографии так называемых Scriptores Historiae Augustae весьма важны как источники, но литературного значения не имеют никакого. В IV веке массами появляются небольшие компендии и руководства для школьного обучения — Аврелия Виктора и Евтропия.
В последний раз в римской историографии появляется выдающейся талант в лице пишущего варварской латынью грека Аммиана Марцеллина, правдивого, беспристрастного и умного историка своего времени. Как писатели, стоящие на меже средних веков, могут ещё быть названы Сульпиций Север, написавший слабую историю евреев и христианства, и Павел Орозий, по совету Августина написавший всемирную историю, в которой силился доказать, что не христианство было виною падения империи.
В то время как Запад империи погрузился в варварство, на Востоке античная историография, постепенно вырождаясь, доживала ещё свой век в Византии. Ещё в III веке у Публия Геренния Дексиппа сказывались характерные черты византийской историографии, в общих трудах соединявшей записки с хроникой мира.